# Antónia Moreira
Antónia Moreira de Fátima (Luanda, 26 de abril de 1982) es una deportista angoleña que compitió en judo. Ganó tres medallas en los Juegos Panafricanos entre los años 2007 y 2015, y once medallas en el Campeonato Africano de Judo entre los años 2002 y 2016.

## Palmarés internacional
| Juegos Panafricanos | Juegos Panafricanos               | Juegos Panafricanos | Juegos Panafricanos |
| Año                 | Lugar                             | Medalla             | Categoría           |
| ------------------- | --------------------------------- | ------------------- | ------------------- |
| 2007                | Argel (Argelia)                   | Medalla de bronce   | –70 kg              |
| 2011                | Maputo (Mozambique)               | Medalla de plata    | –70 kg              |
| 2015                | Brazzaville (República del Congo) | Medalla de oro      | –70 kg              |
| Campeonato Africano |                                   |                     |                     |
| Año                 | Lugar                             | Medalla             | Categoría           |
| 2002                | El Cairo (Egipto)                 | Medalla de bronce   | –70 kg              |
| 2004                | Túnez (Túnez)                     | Medalla de plata    | –70 kg              |
| 2005                | Puerto Elizabeth (Sudáfrica)      | Medalla de oro      | –70 kg              |
| 2008                | Agadir (Marruecos)                | Medalla de bronce   | –70 kg              |
| 2010                | Yaundé ( Camerún)                 | Medalla de bronce   | –70 kg              |
| 2011                | Dakar (Senegal)                   | Medalla de plata    | –70 kg              |
| 2012                | Agadir (Marruecos)                | Medalla de plata    | –70 kg              |
| 2013                | Maputo (Mozambique)               | Medalla de plata    | –70 kg              |
| 2014                | Puerto Louis (Mauricio)           | Medalla de oro      | –70 kg              |
| 2015                | Libreville (Gabón)                | Medalla de bronce   | –70 kg              |
| 2016                | Túnez (Túnez)                     | Medalla de bronce   | –70 kg              |